# Acacia vestita
Acacia vestita är en ärtväxtart som beskrevs av Ker. Gawl. Acacia vestita ingår i släktet akacior, och familjen ärtväxter. Inga underarter finns listade i Catalogue of Life.

## Bildgalleri

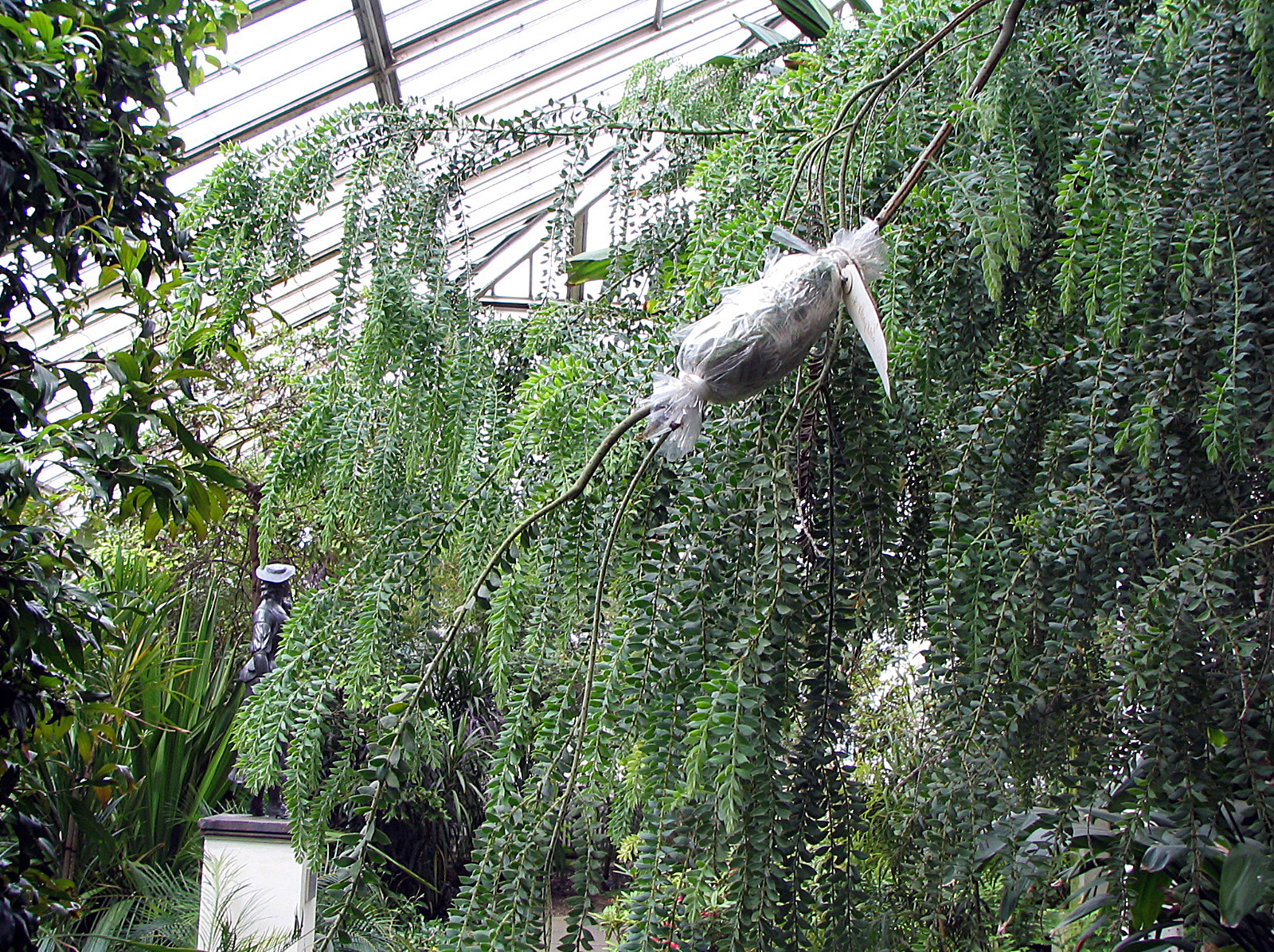